# Альтиволе
Альтиволе (итал. Altivole) — город и коммуна в Италии, располагается в провинции Тревизо области Венеция.
Население составляет 6377 человек (на 2004 г.), плотность населения составляет 292 чел./км². Занимает площадь 21 км². Почтовый индекс — 31030. Телефонный код — 00423.
Покровителями коммуны почитаются святая Фоска (празднование 13 февраля) и святой Валентин Интерамнский (празднование 14 февраля).